# Venom (Eminem-sang)
 For alternative betydninger, se Venom. (Se også artikler, som begynder med Venom)
"Venom" er en sang af den amerikanske rapper Eminem, skrevet til soundtracket til filmen af samme navn fra 2018, og optræder på hans album Kamikaze. Det blev udgivet som en digital single den 21. september 2018. Da albummet kom ud, røg nummeret ind på hitlisterne i flere lande og kom ind på Top 50 i USA, Canada og Australien.

## Baggrund
Den 30. august 30, 2018, postede Eminem en 15-sekunders teaser, der viste Venom's titel med "E"'et, der stod bagvendt, der blev brugt som Eminems emblem. Syv timer senere, den 31. august, 2018, blev Eminem's tidligere uanmeldte album Kamikaze udgivet, og "Venom" dukkede op som dets sidste nummer. Den 21. september, 2018, blev nummeret udgivet som en selvstændig digital single via streaming-tjenester.
Sangen, omfatter mindre henvisninger til Venom filmen, og til dens karakter Eddie Brock.

## Musikvideo
Den 3. oktober, 2018, hintede Eminem på sin Twitter-konto, at en musikvideo til sangen ville blive udgivet den følgende fredag. Musikvideoen blev udgivet den 5. .oktober, 2018. Som en fortsættelse til hans tidligere "Fall" musikvideo,  viser dets første scene en kopi af Eminem album fra 2017, Revival blive ødelagt.
En Eminem symbiot inficerer uskyldige fodgængere, der herefter forårsager skader på byen, mens de rapper.
I løbet af den første del af videoen, vises Eminem, optræde med sangen inde i et mørkt rum, klædt i helt sort, med kun et enkelt lys, skinner i baggrunden. I den sidste scene, efter at komme i besiddelse af symbioten, bliver Eminem forvandlet til Marvel Comics' karakter Venom.